# Niclas Söderström
Niclas (Nils) Söderström, född 22 februari 1730 i Österfärnebo socken, död 4 april 1810 i Husby socken, var en svensk orgelbyggare, organist och fiskal.

## Biografi
Söderström föddes 22 februari 1730 i Österfärnebo och var son till organisten Lars Nilsson Söderström och Beata Barbro. Söderström började studera på kungligt stipendium musik i Uppsala. Han uppfann under den tiden olika sorters stränginstrument. 

### Östervåla
1750 blev han organist i Östervåla församling. 1758 ansökte han om att få examineras i orgelbyggarexamen. Men fick underkänt tillsammans med Swahlberg. 

### Sala
1759 blev han organist i Sala församling. Han arbetade även som fiskal. 1764 tog han tjänstledigt för att tillsammans med Mattias Swahlberg den yngre reparera orglar. Fick privilegium 1765 utan examen i bolag med Mattias Swahlberg den yngre (Swahlberg var underkänd i orgelbyggarexamen). Men han fick avsked från tjänsten 1767. 

### Nora
Söderström var bosatt mellan 1767 och 1780 på Östraholm i Nora socken, Uppland. Han bodde och arbetade tillsammans med Mattias Swahlberg den yngre fram till 1774.

### Husby
Söderström blev 1780 organist i Husby församling, Dalarna och efterträdde organisten Anders Bergstedt som avled 1778. Senast 1787 flyttade han tillbaka till Östaholm i Nora för att arbeta som orgelbyggardirektör. Sonen Pehr Gustaf tog då över tjänsten som organist i Husby. Han avled 1791 och Söderström andra son Anders blev organist i Husby församling. 1794 flyttade Niclas Söderström tillbaka till Smedby i Husby socken och var inneboende hos sonen och organisten Anders Söderström. Han hade kvar sin orgelverkstad i Nora som gesällen och svärsonen Eric Nordqvist var ansvarig över. 

### Familj
Söderström gifte sig omkring 1757 i Östervåla med Anna Catharina Lundbom (född 1735 i Sala). De fick tillsammans barnen Greta Lisa (1757-1758), Beata Sophia (1758-1762), Lars Gustaf (1760-1761), Eleonora Margareta (född 1762), Pehr Gustaf (1763–1791), Eva Beata (född 1765), Anna Christina (född 1767), Anders (född 1770), Nils (1771–1772), Nils (född 1772) och Nils (född 1778).
- Lars, född 3 mars 1775 i Nora.

## Lista över orglar
| År              | Ursprunglig kyrka       | Stift    | Bild | Manualer | Pedal                 | Stämmor | Bevarad orgel/fasad     | Övrigt |
| --------------- | ----------------------- | -------- | ---- | -------- | --------------------- | ------- | ----------------------- | --- |
| 1765            | Uppsala domkyrka        | Uppsala  |      | 2        | Självständig          | 40      |                         | Renovering tillsammans med Mattias Swahlberg den yngre. |
| 1767            | Danmarks kyrka          | Uppsala  |      |          |                       | 10      | Nej/Nej                 | Tillsammans med Mattias Swahlberg den yngre. Orgeln tillbyggd 1861 av Daniel Wallenström, Uppsala och fick då 12 stämmor.                                                                                 |
| 1769            | Folkärna kyrka          | Västerås |      | 1        | Bihängd               | 13      | Nej/Nej                 | Byggdes tillsammans med Mattias Swahlberg den yngre. Orgeln flyttades 1857 till Slöta kyrka. Orgeln ombyggdes av Johan Niklas Söderling, Göteborg. En ny orgel byggdes 1945 av Olof Hammarberg, Göteborg. |
| 1769            | Vika kyrka              | Västerås |      |          |                       | 6       | Nej/Nej                 | Byggdes tillsammans med Mattias Swahlberg den yngre. En ny orgel byggdes 1900 av E A Setterquist & Son, Örebro.                                                                                           |
| 1769            | Östuna kyrka            | Uppsala  |      |          |                       | 7       | Nej/Ja                  | Tillsammans med Mattias Swahlberg den yngre. |
| 1770            | Jumkils kyrka           | Uppsala  |      | 1        |                       | 4       | Ja/Ja                   | Tillsammans med Mattias Swahlberg den yngre. |
| 1772            | Kila kyrka, Västmanland | Västerås |      | 1        | Bihängd               | 8       | Nej/Nej                 | Byggdes tillsammans med Mattias Swahlberg den yngre. Orgeln stod vid den västra dörren i kyrkan. En ny orgel byggdes 1893 av E A Setterquist & Son, Örebro.                                               |
| 1776            | Nora kyrka, Västmanland | Västerås |      | 2        | Självständig          | 30      | Nej/Nej                 | En ny orgel byggdes 1881 av E A Setterquist & Son, Örebro. |
| 1779            | Litslena kyrka          | Uppsala  |      |          |                       | 14      | Nej/Nej                 | Orgeln renoverades 1841 av Pehr Gulbergson, Lillkyrka. |
| 1780            | Tensta kyrka            | Uppsala  |      |          |                       | 10      | Ja/Ja                   | Flyttades 1946 till Musicum Uppsala. Fasaden står kvar i kyrkan. |
| 1781            | Funbo kyrka             | Uppsala  |      |          |                       | 7       | Nej/Nej                 | |
| 1783            | Husby kyrka             | Västerås |      | 2        | Bihängd (huvudverket) | 23      | Ja/Ja                   | Orgeln renoverades 1983 av Åkerman & Lund, Sundbybergs kommun. |
| 1786            | Nora kyrka, Uppland     | Uppsala  |      | 2        | Bihängd               | 18      | Ja (delvis)/Ja (delvis) | Byggd tillsammans med Eric Nordqvist. Delar av pipverk och fasad finns bevarat. |
| 1786            | Rimbo kyrka             | Uppsala  |      |          |                       |         |                         | Ombyggnation. |
| 1792 eller 1793 | Irsta kyrka             | Västerås |      |          |                       | 8       | Nej/Nej                 | Byggdes tillsammans med Mattias Swahlberg den yngre. En ny orgel byggdes 1905 av Johannes Magnusson, Göteborg.                                                                                            |
| 1795            | Söderbärke kyrka        | Västerås |      | 2        | Bihängd               | 20      | Nej/Ja                  | Orgeln renoverades 1865 av E A Setterquist & Son, Örebro då även 5 stämmor togs bort. En ny orgel byggdes 1923 av Furtwängler & Hammar, Hannover, Tyskland .                                              |
| 1797 eller 1799 | Garpenbergs kyrka       | Västerås |      | 1        | Bihängd               | 12      | Nej/Ja                  | Fasaden är placerad över altaret. En ny orgel byggdes 1904 av E A Setterquist & Son, Örebro. |
| 1802            | Stora Tuna kyrka        | Västerås |      | 2        | Bihängd               | 24      | Nej/Nej                 | Orgeln byggdes tillsammans med Erik Nordqvist. En ny orgel byggdes 1875 av Per Larsson Åkerman, Stockholm.                                                                                                |

## Medarbetare
- Olof Åkerbom (född 1744 i Enåker). Åkerbom var mellan 1760 och 1765 dräng och 1766–1786 lärling/orgelbyggargesäll hos Söderström.[6][7][14] Han var mellan 1786 och 1789 gesäll hos Mattias Swahlberg den yngre.[25][26] Han flyttade 1789 till Enåker. Han var 1790–1795 gesäll hos Swahlberg.[27][28] Han flyttade 1800 till Kristinehamn och blir gesäll hos organisten Erik Wikander (1739–1804).[29][30] 1802 gifte sig Swahlbergs änka Sara Lisa Swan med Wikander.[31] Åkerbom blev 1805 gesäll hos Pehr Schiörlin i Linköping.[32]

- Johan Larsson Westelman (född 1741). Han var 1761 dräng och mellan 1767 och 1772 gesäll hos Söderström.[6][7]

- 'Jonas Ruth (1736–1808).[33] Han var mellan 1763 och 1767 gesäll hos Söderström.[7] Mellan 1780 och 1781 var han snickargesäll hos Söderström.[14] Arbetade sedan som instrumentmakare.

- Peter Salin. Han arbetade mellan 1765 och 1766 hos Söderström.[7]

- Anders Björkman (född 1757). Han var mellan 1780 och 1781 lärling hos Söderström.[14]

- Johan Sundström (född 1749). Han var mellan 1780 och 1785 orgelbyggargesäll hos Söderström.[14]

- Eric Nordqvist (1769–1833). Han var mellan 1791 och 1793 lärling hos Söderström.